# اندیشه فولادوند
اندیشه فولادوند (زادهٔ ۷ مهر ۱۳۶۱) بازیگر سینما، تلویزیون، تئاتر، و شاعر ایرانی است.
نخستین حضور حرفه‌ای او در سینما، ایفای نقش «نقره» در فیلم سربازهای جمعه به کارگردانی مسعود کیمیایی است. او در فیلم‌های مریم مقدس، اپیزودهای سه‌گانه ستاره‌ها، سنگ کاغذ قیچی، چهارانگشتی، سن پترزبورگ و نیز ایراندخت به ایفای نقش پرداخته‌است.

## زندگی‌نامه
فولادوند در ۷ مهر ۱۳۶۱ در بیمارستان ۵۰۳ ارتش در تهران زاده شد. وی دانش‌آموخته کارشناسی فلسفه و کلام اسلامی است.
با اینکه نخستین بازی او در فیلم مریم مقدس بود؛ اما نخستین حضورش به صورت حرفه‌ای در فیلم سربازهای جمعه مسعود کیمیایی بود. بعد از این فیلم او مدتی از سینما دور بود تا اینکه دوباره با فیلم ستاره‌ها ساخته فریدون جیرانی به سینما بازگشت و بعد از آن دوباره به فعالیت‌های بازیگری خود ادامه داد. او برای ایفای نقش در فیلم سینمایی سنگ اول اثر ابراهیم فروزش برندهٔ نخل زرین بهترین بازیگر نقش اصلی زن از سومین جشنوارهٔ فیلم جام جم شد.
اندیشه فولادوند شعر هم می‌سراید. سال ۱۳۸۷ کتاب شعر عطسه‌های نحس را توسط نشر ثالث چاپ کرد که بازتاب گسترده‌ای در محافل ادبی داشت. سیزده قطعه از اشعار این کتاب، توسط شاعر به نام آخرین حرف معاصر با آهنگسازی فریبرز لاچینی اجرا و در بهمن ۱۳۹۰ رونمایی شد. کتاب شعر دوم او با نام شلیک کن رفیق سال ۱۳۹۳ توسط انتشارات ثالث به چاپ رسید. آلبومی نیز با نام یک خیابان سهم یک افسانه نیست از اشعارش و با موضوع جنگ و آهنگسازی کارن همایونفر سال ۱۳۹۲ منتشر کرد.

## فیلم‌شناسی

### سینما
| سال  | نام فیلم               | کارگردان                  |
| ---- | ---------------------- | ------------------------- |
| ۱۳۸۲ | سربازهای جمعه          | مسعود کیمیایی             |
| ۱۳۸۴ | ستاره‌ها ۱: ستاره می‌شود | فریدون جیرانی             |
| ۱۳۸۴ | ستاره‌ها ۲: ستاره است   | فریدون جیرانی             |
| ۱۳۸۴ | ستاره‌ها ۳: ستاره بود   | فریدون جیرانی             |
| ۱۳۸۵ | سنگ، کاغذ، قیچی        | سعید سهیلی                |
| ۱۳۸۶ | چهارانگشتی             | سعید سهیلی                |
| ۱۳۸۸ | سنگ اول                | ابراهیم فروزش             |
| ۱۳۸۸ | سن پطرزبورگ            | بهروز افخمی               |
| ۱۳۸۹ | نفرین                  | علی توکل نیا              |
| ۱۳۹۲ | کلاشینکف               | سعید سهیلی                |
| ۱۳۹۲ | دو ساعت بعد مهرآباد    | علیرضا فرید               |
| ۱۳۹۲ | خانوم                  | تینا پاکروان              |
| ۱۳۹۴ | گاهی                   | محمدرضا رحمانی            |
| ۱۳۹۵ | مرداد                  | بهمن کامیار               |
| ۱۳۹۵ | راه رفتن روی سیم       | احمدرضا معتمدی            |
| ۱۳۹۵ | حریم شخصی              | احمد معظمی                |
| ۱۳۹۵ | انزوا                  | مرتضی علی عباس میرزایی    |
| ۱۳۹۵ | مستطیل قرمز            | حسن صیدخانی، حسین صیدخانی |
| ۱۳۹۶ | دم‌سرخ‌ها                | آرش معیریان               |
| ۱۳۹۶ | ترانه                  | مهدی صاحبی                |
| ۱۳۹۷ | کروکودیل               | مسعود تکاور               |
| ۱۳۹۹ | خائن کشی               | مسعود کیمیایی             |

### تئاتر
- چاله (آذر و دی ۱۳۹۱)
- کنسرت نمایش خط سوم (۱۳۹٧)
- الد سانگز عشق روزهای کرونا (اردیبهشت ١۴٠١)

### تلویزیون
عشق سال‌های جنگ (۱۳۸۰)
‌شیدایی (١٣٩٠)
تنهایی لیلا (١٣٩۴)
پشت بام تهران (١٣٩۴)
چرخ فلک (١٣٩۵)
‌ایراندخت (۱۳۹۶)
بچه مهندس فصل اول (١٣۹٧)
بانوی عمارت (١٣٩٧)
بچه مهندس فصل دوم (١٣٩٧)
دراکولا (۱۴۰۰)
بعد از آزادی ‌‌(١۴٠٠)
بازپرس (١۴٠٢)
رحیل (١۴٠٢)

## کتاب
- مجموعه شعر: عطسه‌های نحس (۱۳۸۷) (نشر ثالث)
- مجموعه شعر: شلیک کن رفیق (۱۳۹۳) (نشر ثالث)

## آلبوم شعر و موسیقی
- آخرین حرف معاصر - مجموعه شعر با صدای شاعر و آهنگسازی فریبرز لاچینی (۱۳۸۰–۱۳۹۰)
- یک خیابان سهم یک افسانه نیست - شعر و اجرا از فولادوند، با آهنگسازی و تنظیم کارن همایونفر (انتشار: ۱۳۹۲)